# Neodrepanis
Neodrepanis is een geslacht van zangvogels uit de familie Philepittidae (asities). 

## Soorten
Het geslacht telt twee soorten:
- Neodrepanis coruscans – Langsnavelhoningasitie
- Neodrepanis hypoxantha – Kortsnavelhoningasitie